# Чвокин, Станислав Николаевич
Станислав Николаевич Чвокин (род. 12 мая 1977, Видное, Московская область) — российский хоккеист, нападающий. Тренер.

## Биография
Воспитанник московского «Динамо», начинал играть в «Динамо-2» в сезоне 1993/94. 24 ноября 1995 года дебютировал в «Динамо», проведя единственный матч в сезоне; в следующем сезоне сыграл четыре матча. выступал за команды «Дизелист» и «Дизель-2» (1997/98), «Ривьера» Москва (2000/01), «Капитан» Ступино (2001/02), «МГУ-Пингвины» (2002/03).
Окончил РГАФК (2000). Тренер в московской школе «Пингвины». Среди воспитанников — Роман Ермачихин, Роман Сходцев, Кирилл Корнилов.